# Cambio 16
Cambio 16 és una revista d'informació general espanyola. La revista va ser un mitjà important en la transició política espanyola des de la dictadura del general Franco a la democràcia.
Nascuda amb format de revista setmanal el 22 de setembre de 1971, abastava tot tipus d'informació però predominava en els seus continguts tota aquella relacionada amb l'efervescència política d'aquells moments històrics. El seu primer director va ser Juan Tomás de Salas. El van seguir José Oneto (1976-1986), Ricardo Utrilla (1986-1988), Enrique Badía (1988-1989), Luis Díaz Güell (1989-1991), de nou Salas (1991-1994), Román Orozco (1994-1996) i Gorka Landaburu (2003-).
Alguns dels seus números van ser segrestats per les autoritats predemocràtiques que encara tenien pes en la governabilitat fins a l'aprovació de la Constitució Espanyola de 1978. Cambio 16 va estar, des d'un punt de vista tècnic i periodístic, a l'altura de les circumstàncies i exigències que es vivien en l'Espanya post-franquista. Va ser un èxit editorial important i va donar lloc a noves aventures informatives per mitjà de Grup 16. El Grup 16 s'embarcà en altres projectes editorials com el desaparegut Diario 16 (1976-2001), Radio 16, Motor 16, entre d'altres. La revista conserva la seva solera i el seu paper clau ja esmentat en un període crucial de la història d'Espanya.